# Abwetter
Als Abwetter (ⓘ) bezeichnet man im Bergbau die aus den Grubenbauen abgeleitete verbrauchte Luft. Den Wetterstrom, der hinter einem Betriebspunkt bis zum Hauptgrubenlüfter geleitet wird, nennt der Bergmann Abwetterstrom.

## Entstehung
Die Wetter, die durch die Grubenbaue streichen, erfahren dabei eine Veränderung in ihrer Zusammensetzung. So nehmen die Wetter je nach Bergwerk Gase wie Wasserstoff, Stickstoff, Methan oder auch giftige Gase wie Kohlenmonoxid und Faulgase auf. Die Konzentration dieser Gase hängt von unterschiedlichen Voraussetzungen ab. Durch Oxidationsvorgänge, Fäulnisvorgänge und Sauerstoffatmung wird der Luft Kohlendioxid zugemischt. Ein Mensch macht zwischen 15 und 25 Atemzüge pro Minute. Durch die Atmung gibt ein Mann zwischen 21,6 und 56 Liter Kohlendioxid pro Stunde an die Wetter ab. Bei den früher im Bergbau eingesetzten Grubenpferden betrug dieser Wert mehr als das Vierfache. Durch den Betrieb offenen Geleuchts wurde zusätzlich pro Lampe 16,9 Liter Kohlendioxid erzeugt. Durch die Oxidationsvorgänge in Steinkohlenbergwerken wird wesentlich mehr Sauerstoff verbraucht und Kohlenoxid erzeugt, als durch die Atmung aller sich im Grubengebäude befindlichen Menschen und Tiere zusammen. Bedingt durch die ständige Zufuhr von Kohlendioxid in den Wetterstrom steigt der anfängliche Wert von 0,04 Prozent Kohlendioxid stetig an. Im Ausziehwetterstrom von Steinkohlenbergwerken befinden sich zwischen 0,2 und 0,6 Prozent Kohlendioxid. In bestimmten Gesteinsschichten wie z. B. Granit gibt es Einlagerungen von Radon 222. Durch bergmännische Bearbeitung des Gesteins wird dieses Radon freigesetzt und mit den Wettern vermischt. So gelangt Radon 222 dann auch in die Abwetter.
Durch den Betrieb von Fahrzeugen mit Dieselmotor werden zusätzlich Dieselabgase an die Wetter abgegeben. Allerdings ist der Anteil an Kohlendioxid, der durch den Betrieb von Dieselmotoren entsteht, gering. Eine weitere Veränderung der Wetter wird durch die Erhöhung der Temperatur bewirkt. Aufgrund der Zunahme der Gesteinstemperatur bei zunehmender Teufe werden die Wetter weiter erwärmt. Bestimmte Stein- und Braunkohlen haben zudem die Eigenschaft, sich bei Berührung mit der atmosphärischen Luft bedeutend zu erwärmen, was zu einer weiteren Erhöhung der Temperatur der Wetter führt. Luft hat aber die Eigenart, dass sie sich weiter ausdehnt und zwar pro Grad Erwärmung um 1/278 ihres Volumens bei Null Grad Celsius. Durch die Temperaturerhöhung der Wetter haben Abwetter auch einen höheren Anteil an Wasserdampf gespeichert als Frischwetter. Ausnahme bilden besonders heiße Tage im Sommer, da können die Wetter sogar in der Grube gekühlt werden. Dadurch können die Abwetter kühler sein als die Frischwetter und der Wasserdampf kondensiert aus der Luft aus. Im Normalfall führt jeder Kubikmeter Abwetter rund elf Gramm Wasser aus dem Grubengebäude raus.

## Weitere Nutzung
Im Regelfall ist der Aufenthalt im Abwetterstrom bedenkenlos. Nur wenn sich im Abwetterstrom aufgrund von Grubenbränden oder anderen Ereignissen toxische Gase oder nicht atembare Gase in für den Menschen gefährlicher Konzentration befinden, ist der Aufenthalt in den Abwettern gefährlich. Allerdings ist die Arbeit in den warmen Wettern aufgrund der hohen Luftfeuchtigkeit für den Bergmann wesentlich anstrengender und führt schneller zur Ermüdung. Das Zumischen geringer Abwettermengen, zum Beispiel aus sonderbewetterten Grubenbauen, zum Frischwetterstrom ist in der Regel unproblematisch. Allerdings darf der Abwetterstrom aus größeren Grubenbauen, in denen sich schlechte Wetter befinden, nicht durch sogenannte Belegörter geführt werden. Beim Auswettern solcher vergasten Grubenbaue dürfen auch die Zugänge zum Abwetterstrom dieser Grubenbauen nicht betreten werden. Die Bewetterung anderer Betriebe, insbesondere von Abbaubetrieben, mit den Abwettern aus Raubbetrieben muss vermieden werden. Um die Belastung, der im Abwetterbereich arbeitenden Bergleute durch Radon möglichst gering zu halten, ist es erforderlich die Konzentration von Radon in den Wettern zu minimieren. Dies erfolgt in der Regel durch eine kombinierte saugende und blasende Bewetterung. Dort wo es erforderlich ist, wird, um die Radonbelastung weiter zu minimieren, eine reine blasende Bewetterung angewendet.